# Nasavrky (Miličín)
Nasavrky (Duits: Nassaberg of Nassaberg bei Miltschin) is een Tsjechische plaats in de gemeente Miličín, regio Midden-Bohemen, en maakt deel uit van het district Benešov. Het dorp ligt op 4 kilometer afstand van Miličín.
Nasavrky telt 18 inwoners (2021).

## Geschiedenis
De eerste schriftelijke vermelding van het dorp dateert van 1382.
Tot en met 1979 behoorde Nasavrky tot de voormalige gemeente Petrovice. In 1960 werd Nasavrky ondergebracht in het district Benešov.

## Verkeer en vervoer

### Autowegen
Er leidt een regionale weg naar het dorp.

### Spoorlijnen
Er is geen station in Nasavrky. Het dichtstbijzijnde station is in Mezno, op 3,5 kilometer afstand. Dat station ligt aan spoorlijn 220 (Praag -) Benešov - Tábor - České Budějovice. Het station werd, tezamen met de spoorlijn, in 1871 geopend.

### Buslijnen
Er is één bushalte in het dorp:
| Halte             | Lijn(en) | Traject(en)         | Vervoerder(s) |
| ----------------- | -------- | ------------------- | ------------- |
| Miličín, Nasavrky | 568      | Miličín - Střezimíř | CŠAD Benešov  |

## Bezienswaardigheden
- Monumentale weegmachine;
- Dorpskapel.

## Galerij

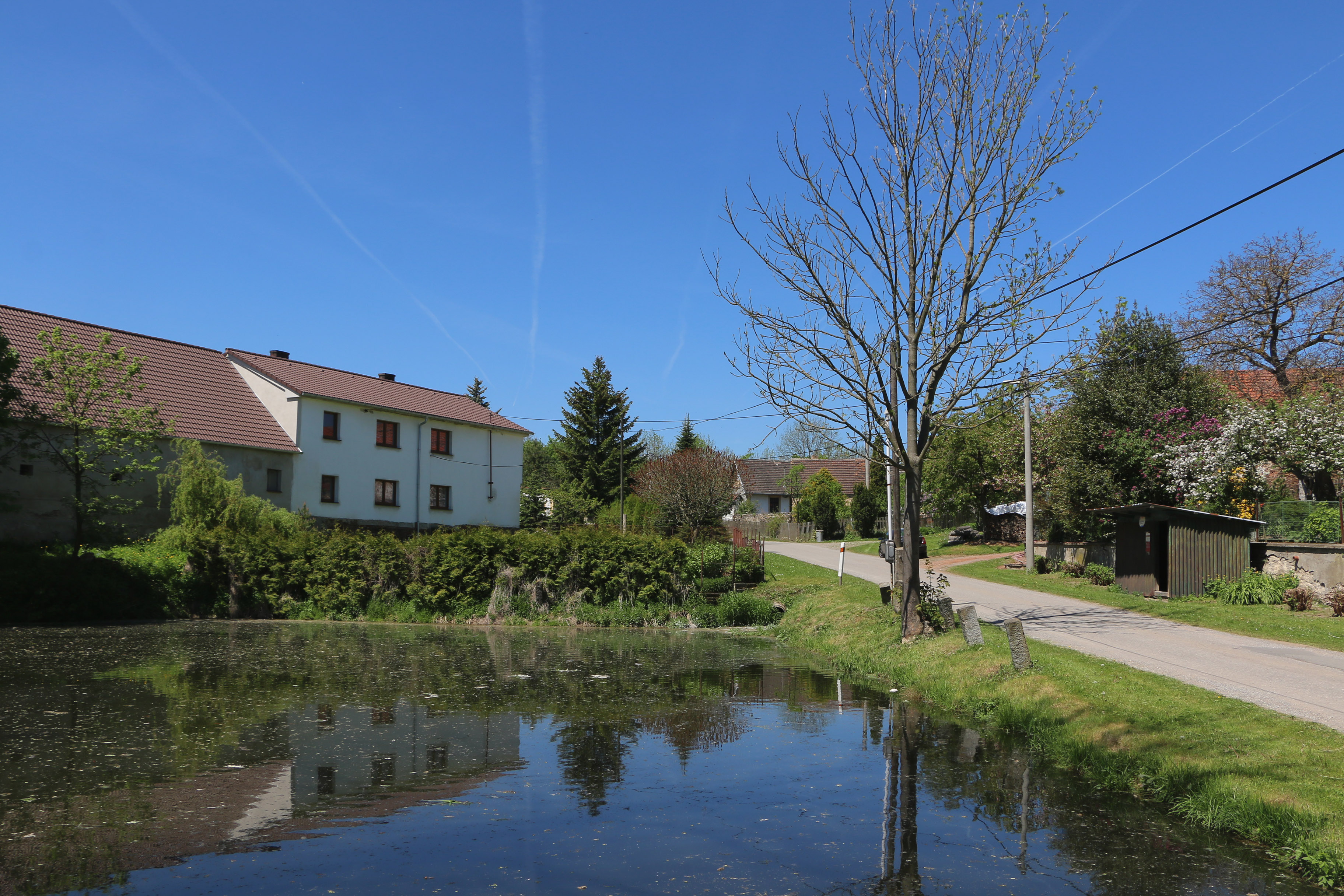
Dorpsvijver (2017)
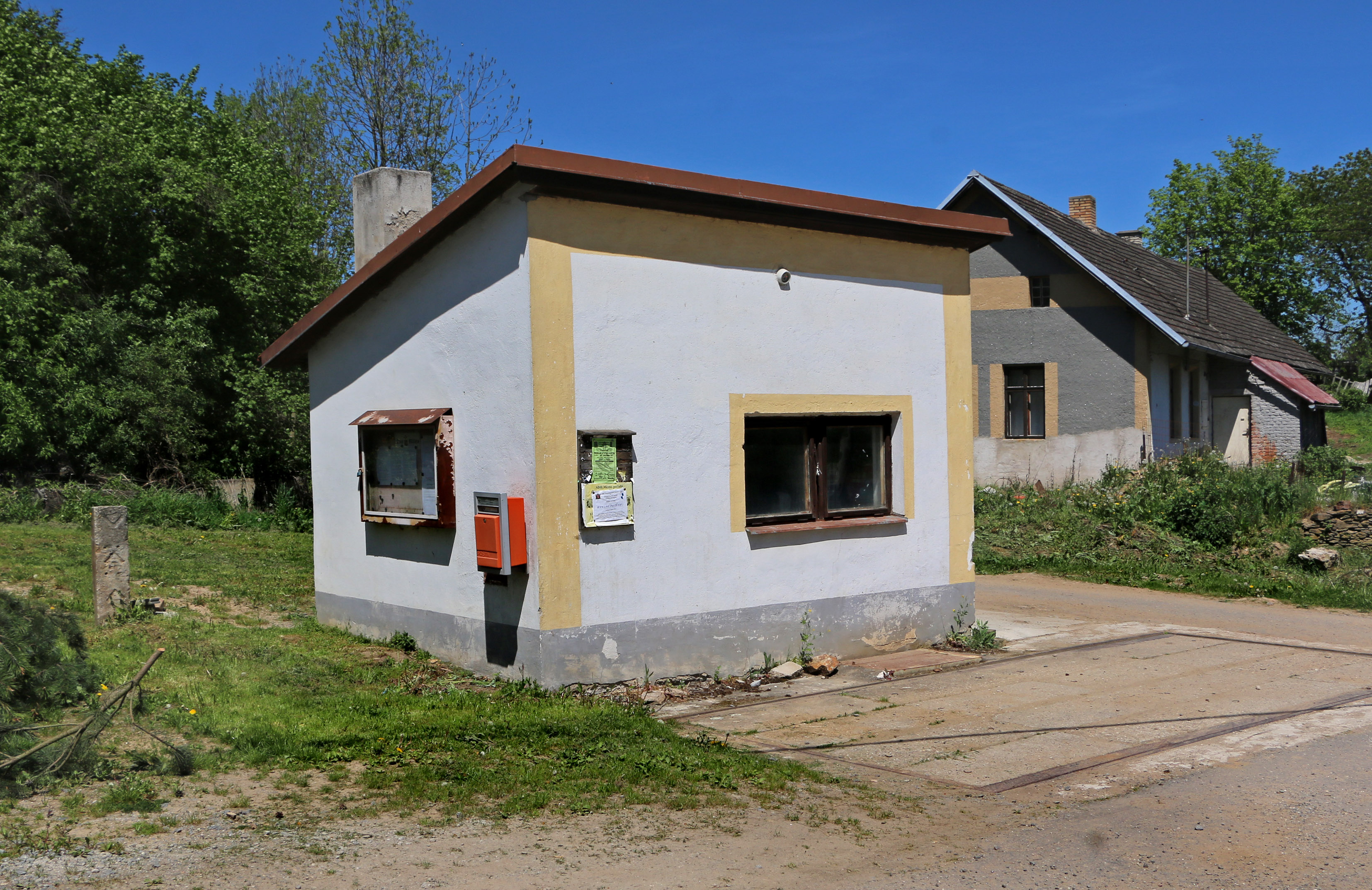
Monumentale weegmachine (2017)
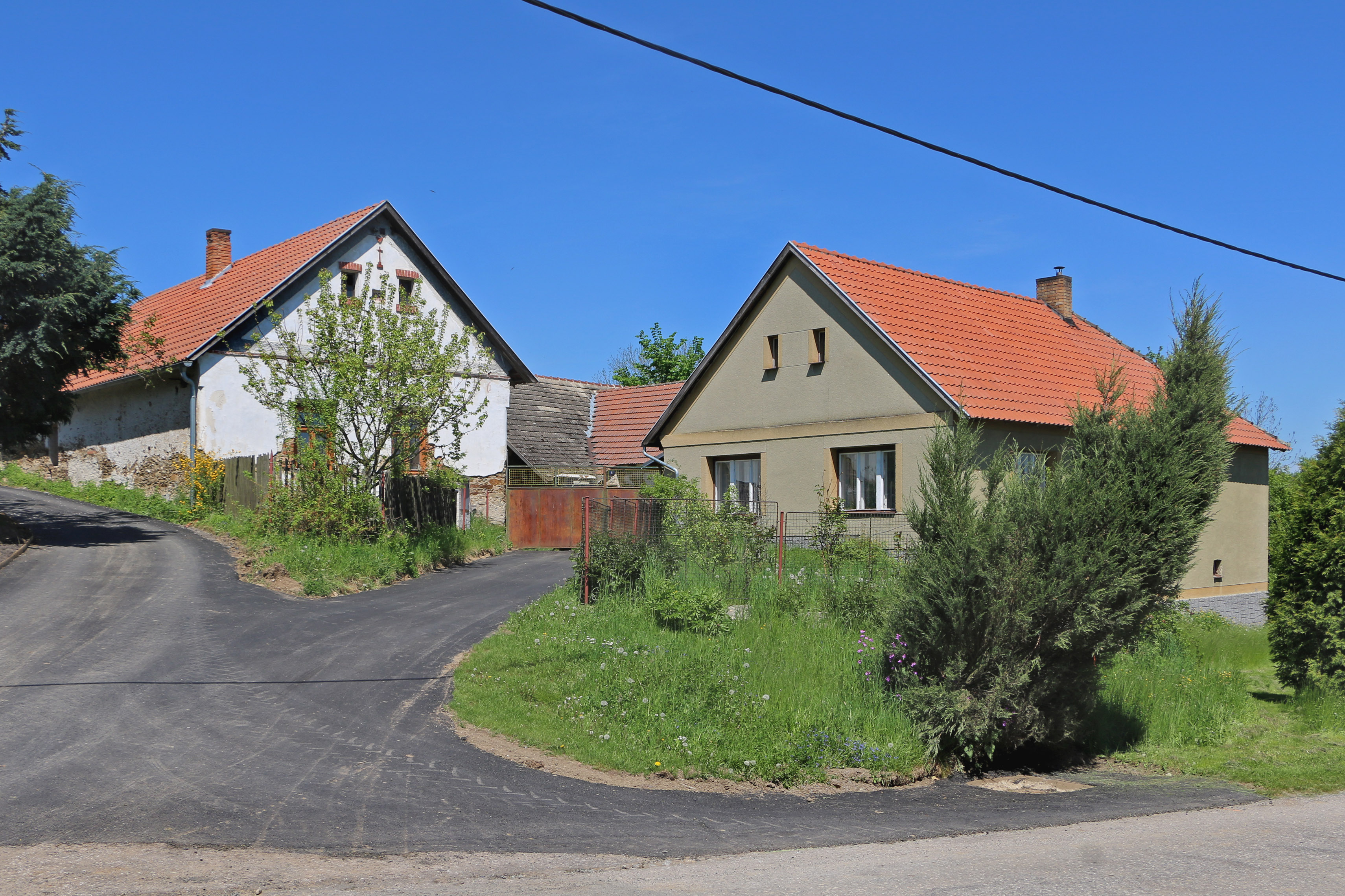
Huizen in het dorp (2017)